# Manchester United F.C. mùa giải 2011–12
Mùa giải 2011-12 của câu lạc bộ bóng đá Manchester United là mùa giải thứ 20 ở Premier League, và mùa giải liên tiếp thứ 37 của họ ở bóng đá Anh. United đã được bảo vệ chức vô địch Premier League, và nhằm mục đích dành chức vô địch quốc gia lần thứ 20 chưa từng có trong lịch sử bóng đá Anh. Hơn nữa, United đang cạnh tranh ở Champions League trong một mùa giải liên tiếp lần thứ 16. Ngoài ra, họ đang cạnh tranh các giải đấu trong nước như Cup FA và League Cup.
Manchester United bắt đầu mùa giải với một chiến thắng 3-2 trước đối thủ cùng thành phố Manchester City ở Community Shield tại Wembley vào ngày 07 tháng 8 năm 2011. Tuy nhiên vào ngày 23 tháng 10 năm 2011 họ thua đau Manchester City với tỉ số 1-6 ở Premier League ngay trên sân nhà Old Trafford trước hơn 70000 người hâm mộ  . Hơn nữa , màn ăn mừng bàn thắng bằng cách phơi áo "WHY ALWAYS ME" của Super Mario Balotelli trong trận đấu đó sẽ ám ảnh các Manucians trong thời gian dài.
Tuy nhiên, họ đã bị đánh bật ra khỏi League Cup ở giai đoạn vòng thứ năm cho mùa giải thứ hai liên tiếp sau khi thua 2-1 trước Crystal Palace tại Old Trafford vào ngày 30 Tháng 11 2011.
Ngày 07 Tháng 12 năm 2011, United thua 2-1 khi đi đến Basel, một kết quả mà đội bóng kết thúc ở vị trí thứ ba trong bảng đấu Champions League của họ. Điều này có nghĩa rằng họ xuống thi đấu tại UEFA Europa League (trước đây là UEFA Cup) lần đầu tiên kể từ mùa giải 1995-1996. Tuy nhiên, đội bóng phải dừng ở vòng 16, thua Athletic Bilbao 5-3 chung cuộc.
Ngày 04 Tháng 1 năm 2012 trong trận gặp Newcastle United, Ryan Giggs đã phá vỡ kỹ lục của Sir Bobby Charlton khi ra sân nhiều nhất, đánh dấu 757 trận đấu của Giggs.
Ngày 28 Tháng 1 năm 2012, United đã bị đánh bật ra khỏi Cup FA ở vòng thứ tư sau khi để thua 2-1 trước Liverpool tại Anfield.
Đến trận đấu cuối cùng của mùa giải, ngày 13 tháng 5 năm 2012, United và Manchester City đã cùng 86 điểm ở đầu bảng, nhưng đội bóng thành phố dẫn đầu với một lợi thế hơn United với hiệu số bàn thắng là 8. Do đó, United cần phải có kết quả tốt hơn City để giành danh hiệu. Họ đã làm được điều này với một chiến thắng 1-0 tại Sunderland, trong khi đội thành phố đánh bại 2-1 trên sân nhà bởi Queens Park Rangers. Tuy nhiên, hai bàn thắng phút bù giờ từ Edin Dzeko và Sergio Agüero cho đội thành phố một chiến thắng 3-2 và lên ngôi vô địch kịch tính. Đây là lần đầu tiên trong 23 năm mà các nhà vô địch và á quân đã xong cấp trên điểm.

## Trước mùa giải và giao hữu
Manchester United trước mùa giải 2011-12 của họ với một tour du đấu Hoa Kỳ cho năm thứ hai liên tiếp. Như trong năm 2010, họ thi đấu với đội MLS All-Star Game, trong đó gồm những cầu thủ tốt nhất trong giải Major League Soccer tức là giải nhà nghề Mỹ. Trận đấu này được chơi vào ngày 27 tháng 7 năm 2011; United đã gặp New England Revolution (ngày 13 tháng 7), gặp Sounders Seattle (ngày 20 tháng 7) và gặp Chicago (ngày 23 tháng 7), trước khi kết thúc tour du đấu đội bóng đã gặp Barcelona tại FedExField ở Washington, DC vào ngày 30 tháng 7.
Câu lạc bộ cấp một giấy chứng nhận công nhận sự cống hiến cho câu lạc bộ của Paul Scholes, người đã nghỉ hưu vào ngày 31 tháng 5 năm 2011, để vinh danh 17 năm phục vụ cho United của Anh ấy. Trận đấu được chơi tại Old Trafford với New York Cosmos vào ngày 05 tháng 8 năm 2011. United thắng 6-0, còn với Scholes ghi bàn thắng mở màn ở phút thứ 9 với 1 pha sút xa đẹp mắt. United hoàn thành màn khởi động trước mùa giải với thành tích bất bại.
Câu lạc bộ cũng cấp giấy chứng thực cho Harry Gregg, một người sống sót trong thảm họa máy bay Munich năm 1958, đã cứu một cô gái 20 tháng tuổi và người mẹ mang thai và nỗ lực vượt lên để làm sống lại United dưới thời huấn luyện viên Sir Matt Busby. Trận đấu được diễn ra tại Windsor Park chống lại Irish League XI vào ngày 15 tháng 5 năm 2012. Irish League XI được quản lý bởi Martin O'Neill và David Jeffrey. United thắng 4–1.
| Ngày                     | Đối thủ                | H / A | Kết quả F–A | Cầu thủ ghi bàn                                                              | Số lượng khán giả |
| ------------------------ | ---------------------- | ----- | ----------- | ---------------------------------------------------------------------------- | ----------------- |
| ngày 13 tháng 7 năm 2011 | New England Revolution | A     | 4–1         | Owen 51', Macheda (2) 54', 60', Park 80'                                     | 51.523            |
| ngày 20 tháng 7 năm 2011 | Seattle Sounders       | A     | 7–0         | Owen 15', Diouf 49', Rooney (3) 51', 69', 72', Park 71', Obertan 88'         | 67.052            |
| ngày 23 tháng 7 năm 2011 | Chicago Fire           | N     | 3–1         | Rooney 66', Rafael 76', Nani 82'                                             | 61.308            |
| ngày 27 tháng 7 năm 2011 | MLS All-Stars          | N     | 4–0         | Anderson 20', Park 45', Berbatov 52', Welbeck 68'                            | 26.760            |
| ngày 30 tháng 7 năm 2011 | Barcelona              | N     | 2–1         | Nani 22', Owen 76'                                                           | 81.807            |
| ngày 5 tháng 8 năm 2011  | New York Cosmos        | H     | 6–0         | Scholes 9', Rooney 28' (pen.), Anderson 50', Welbeck 59', Diouf (2) 69', 74' | 74.731            |
| ngày 15 tháng 5 năm 2012 | Irish League XI        | N     | 4–1         | Evra 20', Young (2) 58', 87', Rooney 64' (pen.)                              | 14.098            |

## Siêu cúp Anh|FA Community Shield
Khi dành chức vô địch Premier League mùa trước, United tiếp đón đối thủ cùng thành phố vô địch cúp FA Cup là Manchester City trong trận tranh Siêu Cúp Anh 2011 FA Community Shield. TRận đấu được tổ chức tại sân Wembley vào ngày 7 tháng 8. Đây là lần đầu tiên hai đội bóng gặp nhau trong trận tranh Siêu Cúp sau 55 năm. United đã có hầu hết danh hiệu nhưng vẫn muốn vô địch Siêu Cúp Anh để làm tinh thần phấn khích cho cả một mùa giải sắp tới, nhưng đội bóng Thành phố vươn lên dẫn trước bằng pha làm bàn bằng đầu của Joleon Lescott ở phút 38 sau pha đá phạt của David Silva. Edin Džeko nhân đôi cách biệt bằng bàn thắng sút xa tầm thấp hiểm hóc. Tuy nhiên, vào đầu hiệp hai phút thứ 7, Chris Smalling ghi bàn volleyed sau pha đá phạt của Ashley Young, và Nani ghi bàn sau pha phối hợp đẹp mắt cùng với Wayne Rooney và Tom Cleverley ở phút 58 san bằng 2–2. Tưởng chừng như trận đấu sẽ bước vào loạt sút luân lưu định mệnh, Nani tận dụng sai lầm của đội trưởng Vincent Kompany, vượt qua hàng phòng ngự và cả thủ môn Joe Hart trước khi đưa bóng vào lưới trống. United vô địch Siêu cúp Anh lần thứ 19.
| Ngày                    | Đối thủ         | H / A | Kết quả F–A | Cầu thủ ghi bàn                   | Số lượng khán giả |
| ----------------------- | --------------- | ----- | ----------- | --------------------------------- | ----------------- |
| ngày 7 tháng 8 năm 2011 | Manchester City | N     | 3–2         | Smalling 52', Nani (2) 58', 90+4' | 77.169            |

## Giải Ngoại Hạng Anh|Premier League
Tổng hợp tất cả 38 trận đấu ở giải Ngoại Hạng Anh mùa giải 2011-2012 của câu lạc bộ bóng đá Manchester United:
| Ngày                      | Đối thủ                 | H / A | Kết quả F–A | Cầu thủ ghi bàn                                                                        | Số lượng khán giả | Giải đấu Vị trí |
| ------------------------- | ----------------------- | ----- | ----------- | -------------------------------------------------------------------------------------- | ----------------- | --------------- |
| ngày 14 tháng 8 năm 2011  | West Bromwich Albion    | A     | 2–1         | Rooney 13', Reid 81' (o.g.)                                                            | 25.360            | 3rd             |
| ngày 22 tháng 8 năm 2011  | Tottenham Hotspur       | H     | 3–0         | Welbeck 61', Anderson 76', Rooney 87'                                                  | 75.498            | 2nd             |
| ngày 28 tháng 8 năm 2011  | Arsenal                 | H     | 8–2         | Welbeck 22', Young (2) 28', 90+1', Rooney (3) 41', 64', 82' (pen.), Nani 67', Park 70' | 75.448            | 1st             |
| ngày 10 tháng 9 năm 2011  | Bolton Wanderers        | A     | 5–0         | Hernández (2) 5', 58', Rooney (3) 20', 25', 68'                                        | 25.944            | 1st             |
| ngày 18 tháng 9 năm 2011  | Chelsea                 | H     | 3–1         | Smalling 8', Nani 37', Rooney 45'                                                      | 75.455            | 1st             |
| ngày 24 tháng 9 năm 2011  | Stoke City              | A     | 1–1         | Nani 27'                                                                               | 27.582            | 1st             |
| ngày 1 tháng 10 năm 2011  | Norwich City            | H     | 2–0         | Anderson 68', Welbeck 87'                                                              | 75.514            | 1st             |
| ngày 15 tháng 10 năm 2011 | Liverpool               | A     | 1–1         | Hernández 81'                                                                          | 45.065            | 2nd             |
| ngày 23 tháng 10 năm 2011 | Manchester City         | H     | 1–6         | Fletcher 81'                                                                           | 75.487            | 2nd             |
| ngày 29 tháng 10 năm 2011 | Everton                 | A     | 1–0         | Hernández 19'                                                                          | 35.494            | 2nd             |
| ngày 5 tháng 11 năm 2011  | Sunderland              | H     | 1–0         | Brown 45+1' (o.g.)                                                                     | 75.570            | 2nd             |
| ngày 19 tháng 11 năm 2011 | Swansea City            | A     | 1–0         | Hernández 11'                                                                          | 20.295            | 2nd             |
| ngày 26 tháng 11 năm 2011 | Newcastle United        | H     | 1–1         | Hernández 49'                                                                          | 75.594            | 2nd             |
| ngày 3 tháng 12 năm 2011  | Aston Villa             | A     | 1–0         | Jones 20'                                                                              | 40.053            | 2nd             |
| ngày 10 tháng 12 năm 2011 | Wolverhampton Wanderers | H     | 4–1         | Nani (2) 17', 56', Rooney (2) 27', 62'                                                 | 75.627            | 2nd             |
| ngày 18 tháng 12 năm 2011 | Queens Park Rangers     | A     | 2–0         | Rooney 1', Carrick 56'                                                                 | 18.033            | 2nd             |
| ngày 21 tháng 12 năm 2011 | Fulham                  | A     | 5–0         | Welbeck 5', Nani 28', Giggs 43', Rooney 88', Berbatov 90'                              | 25.700            | 2nd             |
| ngày 26 tháng 12 năm 2011 | Wigan Athletic          | H     | 5–0         | Park 8', Berbatov (3) 41', 58', 78' (pen.), Valencia 75'                               | 75.183            | 2nd             |
| ngày 31 tháng 12 năm 2011 | Blackburn Rovers        | H     | 2–3         | Berbatov (2) 52', 62'                                                                  | 75.146            | 2nd             |
| ngày 4 tháng 1 năm 2012   | Newcastle United        | A     | 0–3         |                                                                                        | 52.299            | 2nd             |
| ngày 14 tháng 1 năm 2012  | Bolton Wanderers        | H     | 3–0         | Scholes 45+1', Welbeck 74', Carrick 83'                                                | 75.444            | 2nd             |
| ngày 22 tháng 1 năm 2012  | Arsenal                 | A     | 2–1         | Valencia 45+1', Welbeck 81'                                                            | 60.093            | 2nd             |
| ngày 31 tháng 1 năm 2012  | Stoke City              | H     | 2–0         | Hernández 38' (pen.), Berbatov 53' (pen.)                                              | 74.719            | 2nd             |
| ngày 5 tháng 2 năm 2012   | Chelsea                 | A     | 3–3         | Rooney (2) 58' (pen.), 69' (pen.), Hernández 84'                                       | 41.668            | 2nd             |
| ngày 11 tháng 2 năm 2012  | Liverpool               | H     | 2–1         | Rooney (2) 47', 50'                                                                    | 74.844            | 1st             |
| ngày 26 tháng 2 năm 2012  | Norwich City            | A     | 2–1         | Scholes 7', Giggs 90+2'                                                                | 26.811            | 2nd             |
| ngày 4 tháng 3 năm 2012   | Tottenham Hotspur       | A     | 3–1         | Rooney 45', Young (2) 60', 69'                                                         | 36.034            | 2nd             |
| ngày 11 tháng 3 năm 2012  | West Bromwich Albion    | H     | 2–0         | Rooney (2) 35', 71' (pen.)                                                             | 75.598            | 1st             |
| ngày 18 tháng 3 năm 2012  | Wolverhampton Wanderers | A     | 5–0         | Evans 21', Valencia 43', Welbeck 45+1', Hernández (2) 56', 61'                         | 27.494            | 1st             |
| ngày 26 tháng 3 năm 2012  | Fulham                  | H     | 1–0         | Rooney 42'                                                                             | 75.570            | 1st             |
| ngày 2 tháng 4 năm 2012   | Blackburn Rovers        | A     | 2–0         | Valencia 81', Young 86'                                                                | 26.532            | 1st             |
| ngày 8 tháng 4 năm 2012   | Queens Park Rangers     | H     | 2–0         | Rooney 15' (pen.), Scholes 68'                                                         | 75.505            | 1st             |
| ngày 11 tháng 4 năm 2012  | Wigan Athletic          | A     | 0–1         |                                                                                        | 18.115            | 1st             |
| ngày 15 tháng 4 năm 2012  | Aston Villa             | H     | 4–0         | Rooney (2) 7' (pen.), 73', Welbeck 43', Nani 90+3'                                     | 75.138            | 1st             |
| ngày 22 tháng 4 năm 2012  | Everton                 | H     | 4–4         | Rooney (2) 41', 69', Welbeck 57', Nani 60'                                             | 75.522            | 1st             |
| ngày 30 tháng 4 năm 2012  | Manchester City         | A     | 0–1         |                                                                                        | 47.259            | 2nd             |
| ngày 6 tháng 5 năm 2012   | Swansea City            | H     | 2–0         | Scholes 28′, Young 41′                                                                 | 75.496            | 2nd             |
| ngày 13 tháng 5 năm 2012  | Sunderland              | A     | 1–0         | Rooney 20'                                                                             | 46.452            | 2nd             |

| Pos | Câu lạc bộ        | Pld | W  | D | L  | GF | GA | GD  | Pts |
| --- | ----------------- | --- | -- | - | -- | -- | -- | --- | --- |
| 1   | Manchester City   | 38  | 28 | 5 | 5  | 93 | 29 | +64 | 89  |
| 2   | Manchester United | 38  | 28 | 5 | 5  | 89 | 33 | +56 | 89  |
| 3   | Arsenal           | 38  | 21 | 7 | 10 | 74 | 49 | +25 | 70  |

Pld = Số trận; W = Trận thắng; D = Trận hòa; L = Trận thua; GF = Bàn thắng; GA = Bàn thua; GD = Hiệu số; Pts = Điểm

## Cúp FA|FA Cup
United bước vào Cup FA ở giai đoạn vòng thứ ba với các câu lạc bộ khác Premier League, cũng như những từ Championship. Lễ bốc thăm vòng thứ ba được thực hiện ngày 04 Tháng 12 năm 2011, United gặp Manchester City. United làm khách vào ngày 8 tháng 1 năm 2012, và đánh dấu trận derby cùng Thành phố lần thứ 162 với 1 chiến thắng 3-2 cho United. Trận đấu dưới sự trở lại của Huyền thoại Manchester United là Paul Scholes, anh từng nghỉ hưu sau trận chung kết Champions League với Barcelona. Hai cầu thủ Wayne Rooney và Danny Welbeck ghi ba bàn để giúp United dẫn trước 3–0 trong hiệp 1 và cầu thủ Vincent Kompany bị đuổi khỏi sân phút thứ 12 sau pha vô vào bóng bằng cả hai chân. Tuy nhiên, đội bóng thành Manchester City đã trở lại mạnh mẽ bằng hai bàn thắng của Aleksandar Kolarov pha đá phạt và Sergio Agüero sút từ cự ly gần.
Lễ bốc thăm cho vòng thứ tư diễn ra vào ngày 8 tháng 1 năm 2012, và United gặp đối thủ mạnh mẽ khác là Liverpool cho mùa giải thứ hai liên tiếp ở FA Cup. Trận đấu được chơi tại Anfield vào ngày 28 tháng 1 năm 2012. United đã thua 2-1. Daniel Agger của Liverpool ghi bàn mở tỷ số trước, và Park Ji-Sung đã cân bằng tỷ số 1-1 ở phút thứ 7 trước giờ nghỉ, nhưng Dirk Kuyt đã kết thúc hy vọng của United bằng 1 bàn thắng nữa. Trận thua này có nghĩa rằng United vẫn chưa giành được FA Cup kể từ năm 2004, hoặc thậm chí xuất hiện trong một trận chung kết kể từ năm 2007.
| Ngày                     | Vòng    | Đối thủ         | H / A | Kết quả F–A | Cầu thủ ghi bàn                  | Số lượng cầu thủ |
| ------------------------ | ------- | --------------- | ----- | ----------- | -------------------------------- | ---------------- |
| ngày 8 tháng 1 năm 2012  | Round 3 | Manchester City | A     | 3–2         | Rooney (2) 10', 40', Welbeck 30' | 46.808           |
| ngày 28 tháng 1 năm 2012 | Round 4 | Liverpool       | A     | 1–2         | Park 39'                         | 43.952           |

## Cúp Liên Đoàn | League Cup
Kết quả cúp liên đoàn ở bên dưới:
| Ngày                      | Vòng    | Đối thủ        | H / A | Kết quả F–A  | Cầu thủ ghi bàn                      | Số lượng khán giả |
| ------------------------- | ------- | -------------- | ----- | ------------ | ------------------------------------ | ----------------- |
| ngày 20 tháng 9 năm 2011  | Round 3 | Leeds United   | A     | 3–0          | Owen (2) 15', 32', Giggs 45+1'       | 31.031            |
| ngày 25 tháng 10 năm 2011 | Round 4 | Aldershot Town | A     | 3–0          | Berbatov 15', Owen 41', Valencia 48' | 7.044             |
| ngày 30 tháng 11 năm 2011 | Round 5 | Crystal Palace | H     | 1–2 (a.e.t.) | Macheda 69' (pen.)                   | 52.624            |

## Cúp châu Âu| UEFA Champions League
Manchester United bắt đầu giải UEFA Champions League ở vòng bảng sau khi kết thúc ở vị trí đầu tiên trong mùa giải Premier League 2010-2011. Lễ bốc thăm vòng bảng đã được thực hiện vào ngày 25 Tháng 8 năm 2011. Là một trong 8 đội xếp hạng hàng đầu châu Âu, câu lạc bộ đã được xếp nhóm hạt giống, có nghĩa là họ sẽ tránh được với đương kim vô địch Barcelona, cũng như Bayern München, Internazionale, Porto, Real Madrid và ba câu lạc bộ Anh khác là Chelsea, Arsenal và Manchester City. Lễ bốc thăm cuối cùng gặp hai đối thủ trước là Benfica và nhà vô địch Thụy Sĩ Basel, và một đối thủ mới là nhà vô địch Romania câu lạc bộ Otelul Galati.
| Ngày                      | Đối thủ       | H / A | Kết quả F–A | Cầu thủ ghi bàn                     | Số lượng khán giả | Nhóm Vị trí |
| ------------------------- | ------------- | ----- | ----------- | ----------------------------------- | ----------------- | ----------- |
| ngày 14 tháng 9 năm 2011  | Benfica       | A     | 1–1         | Giggs 42'                           | 63.822            | 2nd         |
| ngày 27 tháng 9 năm 2011  | Basel         | H     | 3–3         | Welbeck (2) 16', 17', Young 90'     | 73.115            | 3rd         |
| ngày 18 tháng 10 năm 2011 | Oțelul Galați | A     | 2–0         | Rooney (2) 64' (pen.), 90+2' (pen.) | 28.047            | 2nd         |
| ngày 2 tháng 11 năm 2011  | Oțelul Galați | H     | 2–0         | Valencia 8', Sârghi 87' (o.g.)      | 74.847            | 1st         |
| ngày 22 tháng 11 năm 2011 | Benfica       | H     | 2–2         | Berbatov 30', Fletcher 59'          | 74.873            | 2nd         |
| ngày 7 tháng 12 năm 2011  | Basel         | A     | 1–2         | Jones 89'                           | 36.894            | 3rd         |

| Đội bóng          | Pld | W | D | L | GF | GA | GD | Pts |
| ----------------- | --- | - | - | - | -- | -- | -- | --- |
| Benfica           | 6   | 3 | 3 | 0 | 8  | 4  | +4 | 12  |
| Basel             | 6   | 3 | 2 | 1 | 11 | 10 | +1 | 11  |
| Manchester United | 6   | 2 | 3 | 1 | 11 | 8  | +3 | 9   |
| Oțelul Galați     | 6   | 0 | 0 | 6 | 3  | 11 | −8 | 0   |

## Cúp UEFA Europa League
Như một kết quả của kết thúc vị trí thứ ba trong nhóm của họ, United đã xuống chơi tại giải Europa League lần đầu tiên kể từ mùa giải 1995-1996. Họ bước vào giải đấu tại Vòng 32.
Là một trong những top bốn trong tám đội Champions League xếp thứ ba, Đội bóng đã vào vòng 32 trận diễn ra vào lúc 12:00 giờ GMT ngày 16 tháng 12 năm 2011. United đã được bốc thăm gặp Ajax của Hà Lan. Kết quả trận đấu tương tự trong mùa giải 1976-77, United giành chiến thắng 2-1 chung cuộc.
United gặp Athletic Bilbao ở vòng 16 đội nhưng đã để thua trong hai cuộc đối đầu với đội bóng Tây Ban Nha với tỷ số chung cuộc là 3-5. 
| Ngày                     | Vòng đấu            | Đối thủ         | H / A | Kết quả F–A | Người ghi bàn                | Số khán giả |
| ------------------------ | ------------------- | --------------- | ----- | ----------- | ---------------------------- | ----------- |
| ngày 16 tháng 2 năm 2012 | Vòng 32 đội Lượt đi | Ajax            | A     | 2–0         | Young 59', Hernández 85'     | 48.866      |
| ngày 23 tháng 2 năm 2012 | Vòng 32 đội Lượt về | Ajax            | H     | 1–2         | Hernández 6'                 | 67.328      |
| ngày 8 tháng 3 năm 2012  | Vòng 16 đội Lượt đi | Athletic Bilbao | H     | 2–3         | Rooney (2) 22', 90+2' (pen.) | 59.265      |
| ngày 15 tháng 3 năm 2012 | Vòng 16 đội Lượt về | Athletic Bilbao | A     | 1–2         | Rooney 80'                   | 40.000      |

## Gốc thống kê
| Số áo | Vị trí | Tên cầu thủ       | League  | League       | FA Cup  | FA Cup       | League Cup | League Cup   | Châu Âu | Châu Âu      | Giải khác | Giải khác    | Tổng    | Tổng         | Thẻ phạt | Thẻ phạt |
| Số áo | Vị trí | Tên cầu thủ       | Số trận | Số bàn thắng | Số trận | Số bàn thắng | Số trận    | Số bàn thắng | Số trận | Số bàn thắng | Số trận   | Số bàn thắng | Số trận | Số bàn thắng |          |          |
| ----- | ------ | ----------------- | ------- | ------------ | ------- | ------------ | ---------- | ------------ | ------- | ------------ | --------- | ------------ | ------- | ------------ | -------- | -------- |
| 1     | GK     | David De Gea      | 29      | 0            | 1       | 0            | 0          | 0            | 8       | 0            | 1         | 0            | 39      | 0            | 0        | 0        |
| 3     | DF     | Patrice Evra      | 37      | 0            | 2       | 0            | 0          | 0            | 7       | 0            | 1         | 0            | 47      | 0            | 9        | 0        |
| 4     | DF     | Phil Jones        | 25(4)   | 1            | 1       | 0            | 1          | 0            | 7(2)    | 1            | 0(1)      | 0            | 34(7)   | 2            | 6        | 0        |
| 5     | DF     | Rio Ferdinand     | 29(1)   | 0            | 1       | 0            | 0          | 0            | 6       | 0            | 1         | 0            | 37(1)   | 0            | 5        | 0        |
| 6     | DF     | Jonny Evans       | 28(1)   | 1            | 1       | 0            | 1          | 0            | 5(3)    | 0            | 0(1)      | 0            | 35(5)   | 1            | 8        | 1        |
| 7     | FW     | Michael Owen      | 0(1)    | 0            | 0       | 0            | 2          | 3            | 1       | 0            | 0         | 0            | 3(1)    | 3            | 0        | 0        |
| 8     | MF     | Anderson          | 8(2)    | 2            | 0(1)    | 0            | 0          | 0            | 3(1)    | 0            | 1         | 0            | 12(4)   | 2            | 2        | 0        |
| 9     | FW     | Dimitar Berbatov  | 5(7)    | 7            | 0(1)    | 0            | 3          | 1            | 3(1)    | 1            | 0(1)      | 0            | 11(10)  | 9            | 0        | 0        |
| 10    | FW     | Wayne Rooney      | 32(2)   | 27           | 1       | 2            | 0          | 0            | 7       | 5            | 1         | 0            | 41(2)   | 34           | 3        | 0        |
| 11    | MF     | Ryan Giggs        | 14(11)  | 2            | 2       | 0            | 1          | 1            | 5       | 1            | 0         | 0            | 22(11)  | 4            | 3        | 0        |
| 12    | DF     | Chris Smalling    | 14(5)   | 1            | 2       | 0            | 1          | 0            | 5(2)    | 0            | 1         | 1            | 23(7)   | 2            | 1        | 0        |
| 13    | MF     | Park Ji-Sung      | 10(7)   | 2            | 1       | 1            | 3          | 0            | 5(2)    | 0            | 0         | 0            | 19(9)   | 3            | 0        | 0        |
| 14    | FW     | Javier Hernández  | 18(10)  | 10           | 0(1)    | 0            | 0          | 0            | 4(3)    | 2            | 0         | 0            | 22(14)  | 12           | 0        | 0        |
| 15    | DF     | Nemanja Vidić     | 6       | 0            | 0       | 0            | 1          | 0            | 2       | 0            | 1         | 0            | 10      | 0            | 1        | 1        |
| 16    | MF     | Michael Carrick   | 27(3)   | 2            | 2       | 0            | 1          | 0            | 6(1)    | 0            | 1         | 0            | 37(4)   | 2            | 7        | 0        |
| 17    | MF     | Nani              | 24(5)   | 8            | 1       | 0            | 0          | 0            | 6(3)    | 0            | 1         | 2            | 32(8)   | 10           | 3        | 0        |
| 18    | MF     | Ashley Young      | 19(6)   | 6            | 0       | 0            | 0          | 0            | 7       | 2            | 1         | 0            | 27(6)   | 8            | 4        | 0        |
| 19    | FW     | Danny Welbeck     | 23(7)   | 9            | 2       | 1            | 0(1)       | 0            | 1(4)    | 2            | 1         | 0            | 27(12)  | 12           | 2        | 0        |
| 20    | DF     | Fábio             | 2(3)    | 0            | 0       | 0            | 3          | 0            | 7       | 0            | 0         | 0            | 12(3)   | 0            | 4        | 0        |
| 21    | DF     | Rafael            | 10(2)   | 0            | 1       | 0            | 1          | 0            | 3       | 0            | 0(1)      | 0            | 15(3)   | 0            | 5        | 0        |
| 22    | MF     | Paul Scholes      | 14(3)   | 4            | 1(1)    | 0            | 0          | 0            | 0(2)    | 0            | 0         | 0            | 15(6)   | 4            | 3        | 0        |
| 23    | MF     | Tom Cleverley     | 5(5)    | 0            | 0       | 0            | 1          | 0            | 3       | 0            | 0(1)      | 0            | 9(6)    | 0            | 0        | 0        |
| 24    | MF     | Darren Fletcher   | 7(1)    | 1            | 0       | 0            | 0          | 0            | 2       | 1            | 0         | 0            | 9(1)    | 2            | 2        | 0        |
| 25    | MF     | Antonio Valencia  | 22(5)   | 4            | 2       | 0            | 3          | 1            | 5(1)    | 1            | 0         | 0            | 32(6)   | 6            | 3        | 0        |
| 26    | MF     | Gabriel Obertan   | 0       | 0            | 0       | 0            | 0          | 0            | 0       | 0            | 0         | 0            | 0       | 0            | 0        | 0        |
| 27    | FW     | Federico Macheda  | 0(3)    | 0            | 0       | 0            | 2          | 1            | 0(1)    | 0            | 0         | 0            | 2(4)    | 1            | 0        | 0        |
| 28    | MF     | Darron Gibson     | 1       | 0            | 0       | 0            | 1          | 0            | 0       | 0            | 0         | 0            | 2       | 0            | 1        | 0        |
| 29    | GK     | Tomasz Kuszczak   | 0       | 0            | 0       | 0            | 0          | 0            | 0       | 0            | 0         | 0            | 0       | 0            | 0        | 0        |
| 30    | DF     | Ritchie De Laet   | 0       | 0            | 0       | 0            | 0          | 0            | 0       | 0            | 0         | 0            | 0       | 0            | 0        | 0        |
| 32    | FW     | Mame Biram Diouf  | 0       | 0            | 0       | 0            | 3          | 0            | 0       | 0            | 0         | 0            | 3       | 0            | 1        | 0        |
| 33    | FW     | Bébé              | 0       | 0            | 0       | 0            | 0          | 0            | 0       | 0            | 0         | 0            | 0       | 0            | 0        | 0        |
| 34    | GK     | Anders Lindegaard | 8       | 0            | 1       | 0            | 0          | 0            | 2       | 0            | 0         | 0            | 11      | 0            | 0        | 0        |
| 35    | DF     | Reece Brown       | 0       | 0            | 0       | 0            | 0          | 0            | 0       | 0            | 0         | 0            | 0       | 0            | 0        | 0        |
| 36    | DF     | Marnick Vermijl   | 0       | 0            | 0       | 0            | 0          | 0            | 0       | 0            | 0         | 0            | 0       | 0            | 0        | 0        |
| 37    | MF     | Robbie Brady      | 0       | 0            | 0       | 0            | 0          | 0            | 0       | 0            | 0         | 0            | 0       | 0            | 0        | 0        |
| 38    | DF     | Michael Keane     | 0       | 0            | 0       | 0            | 0(1)       | 0            | 0       | 0            | 0         | 0            | 0(1)    | 0            | 0        | 0        |
| 39    | DF     | Tom Thorpe        | 0       | 0            | 0       | 0            | 0          | 0            | 0       | 0            | 0         | 0            | 0       | 0            | 0        | 0        |
| 40    | GK     | Ben Amos          | 1       | 0            | 0       | 0            | 3          | 0            | 0       | 0            | 0         | 0            | 4       | 0            | 0        | 0        |
| 41    | FW     | Joshua King       | 0       | 0            | 0       | 0            | 0          | 0            | 0       | 0            | 0         | 0            | 0       | 0            | 0        | 0        |
| 42    | MF     | Paul Pogba        | 0(3)    | 0            | 0       | 0            | 0(3)       | 0            | 0(1)    | 0            | 0         | 0            | 0(7)    | 0            | 1        | 0        |
| 43    | MF     | Matty James       | 0       | 0            | 0       | 0            | 0          | 0            | 0       | 0            | 0         | 0            | 0       | 0            | 0        | 0        |
| 44    | DF     | Sean McGinty      | 0       | 0            | 0       | 0            | 0          | 0            | 0       | 0            | 0         | 0            | 0       | 0            | 0        | 0        |
| 45    | MF     | Davide Petrucci   | 0       | 0            | 0       | 0            | 0          | 0            | 0       | 0            | 0         | 0            | 0       | 0            | 0        | 0        |
| 46    | MF     | Ryan Tunnicliffe  | 0       | 0            | 0       | 0            | 0          | 0            | 0       | 0            | 0         | 0            | 0       | 0            | 0        | 0        |
| 47    | MF     | Oliver Norwood    | 0       | 0            | 0       | 0            | 0          | 0            | 0       | 0            | 0         | 0            | 0       | 0            | 0        | 0        |
| 48    | FW     | Will Keane        | 0(1)    | 0            | 0       | 0            | 0          | 0            | 0       | 0            | 0         | 0            | 0(1)    | 0            | 0        | 0        |
| 49    | MF     | Ravel Morrison    | 0       | 0            | 0       | 0            | 0(2)       | 0            | 0       | 0            | 0         | 0            | 0(2)    | 0            | 0        | 0        |
| 50    | GK     | Sam Johnstone     | 0       | 0            | 0       | 0            | 0          | 0            | 0       | 0            | 0         | 0            | 0       | 0            | 0        | 0        |
| 51    | DF     | Zeki Fryers       | 0(2)    | 0            | 0       | 0            | 2(1)       | 0            | 0(1)    | 0            | 0         | 0            | 2(4)    | 0            | 0        | 0        |
| 52    | MF     | Larnell Cole      | 0       | 0            | 0       | 0            | 0(1)       | 0            | 0       | 0            | 0         | 0            | 0(1)    | 0            | 0        | 0        |
| 53    | MF     | Jesse Lingard     | 0       | 0            | 0       | 0            | 0          | 0            | 0       | 0            | 0         | 0            | 0       | 0            | 0        | 0        |
| –     | –      | Bàn phản lưới     | –       | 2            | –       | 0            | –          | 0            | –       | 1            | –         | 0            | –       | 3            | –        | –        |

## Chuyển nhượng

### Chuyển nhượng đến
| Ngày                     | Vị trí | Tên cầu thủ     | Câu lạc bộ trước | Mức phí       |
| ------------------------ | ------ | --------------- | ---------------- | ------------- |
| ngày 13 tháng 6 năm 2011 | DF     | Phil Jones      | Blackburn Rovers | Không tiết lộ |
| ngày 23 tháng 6 năm 2011 | MF     | Ashley Young    | Aston Villa      | Không tiết lộ |
| ngày 29 tháng 6 năm 2011 | GK     | David de Gea    | Atlético Madrid  | Không tiết lộ |
| ngày 8 tháng 1 năm 2012  | MF     | Paul Scholes    | Tái hợp          | Miễn phí      |
| ngày 31 tháng 1 năm 2012 | DF     | Frédéric Veseli | Manchester City  | Không tiết lộ |

### Cầu thủ đi
| Ngày đi                  | Vị trí | Tên cầu thủ       | Câu lạc bộ đến      | Phí           |
| ------------------------ | ------ | ----------------- | ------------------- | ------------- |
| ngày 28 tháng 5 năm 2011 | GK     | Edwin van der Sar | Giải nghệ           | Giải nghệ     |
| ngày 31 tháng 5 năm 2011 | MF     | Paul Scholes      | Giải nghệ           | Giải nghệ     |
| ngày 1 tháng 7 năm 2011  | MF     | Owen Hargreaves   | Chấm dứt hợp đồng   | Miễn phí      |
| ngày 1 tháng 7 năm 2011  | GK     | Conor Devlin      | Chấm dứt hợp đồng   | Miễn phí      |
| ngày 1 tháng 7 năm 2011  | DF     | Oliver Gill       | Chấm dứt hợp đồng   | Miễn phí      |
| ngày 5 tháng 7 năm 2011  | FW     | Nicky Ajose       | Peterborough United | Không tiết lộ |
| ngày 7 tháng 7 năm 2011  | DF     | Wes Brown         | Sunderland          | Không tiết lộ |
| ngày 7 tháng 7 năm 2011  | DF     | John O'Shea       | Sunderland          | Không tiết lộ |
| ngày 9 tháng 8 năm 2011  | FW     | Gabriel Obertan   | Newcastle United    | Không tiết lộ |
| ngày 13 tháng 1 năm 2012 | MF     | Darron Gibson     | Everton             | Không tiết lộ |
| ngày 20 tháng 1 năm 2012 | MF     | Danny Drinkwater  | Leicester City      | Không tiết lộ |
| ngày 28 tháng 1 năm 2012 | FW     | Mame Biram Diouf  | Hannover 96         | Không tiết lộ |
| ngày 31 tháng 1 năm 2012 | MF     | Ravel Morrison    | West Ham United     | Không tiết lộ |
| ngày 23 tháng 4 năm 2012 | DF     | Alberto Massacci  | Chấm dứt hợp đồng   | Miễn phí      |

### Cho mượn
| Ngày đi                  | Ngày đến                 | Vị trí | Tên cầu thủ      | Câu lạc bộ đến           |
| ------------------------ | ------------------------ | ------ | ---------------- | ------------------------ |
| ngày 16 tháng 6 năm 2011 | ngày 30 tháng 6 năm 2012 | FW     | Bébé             | Beşiktaş                 |
| ngày 17 tháng 6 năm 2011 | ngày 18 tháng 1 năm 2012 | DF     | Ritchie De Laet  | Norwich City             |
| ngày 1 tháng 7 năm 2011  | ngày 29 tháng 2 năm 2012 | MF     | Ryan Tunnicliffe | Peterborough United      |
| ngày 1 tháng 7 năm 2011  | ngày 23 tháng 1 năm 2012 | DF     | Scott Wootton    | Peterborough United      |
| ngày 19 tháng 7 năm 2011 | ngày 30 tháng 6 năm 2012 | MF     | Robbie Brady     | Hull City                |
| ngày 2 tháng 8 năm 2011  | ngày 4 tháng 1 năm 2012  | FW     | Joshua King      | Borussia Mönchengladbach |
| ngày 16 tháng 8 năm 2011 | ngày 10 tháng 9 năm 2011 | DF     | Reece Brown      | Doncaster Rovers         |
| ngày 23 tháng 8 năm 2011 | ngày 19 tháng 1 năm 2012 | MF     | Danny Drinkwater | Barnsley                 |
| ngày 24 tháng 8 năm 2011 | ngày 2 tháng 1 năm 2012  | MF     | Oliver Norwood   | Scunthorpe United        |
| ngày 31 tháng 8 năm 2011 | ngày 30 tháng 6 năm 2012 | MF     | Gladstony        | Twente                   |
| ngày 9 tháng 9 năm 2011  | ngày 10 tháng 1 năm 2012 | GK     | Sam Johnstone    | Scunthorpe United        |
| ngày 2 tháng 1 năm 2012  | ngày 30 tháng 6 năm 2012 | FW     | Federico Macheda | Queens Park Rangers      |
| ngày 13 tháng 1 năm 2012 | ngày 30 tháng 6 năm 2012 | FW     | John Cofie       | Royal Antwerp            |
| ngày 16 tháng 1 năm 2012 | ngày 30 tháng 6 năm 2012 | FW     | Joshua King      | Hull City                |
| ngày 31 tháng 1 năm 2012 | ngày 30 tháng 6 năm 2012 | DF     | Scott Wootton    | Nottingham Forest        |
| ngày 31 tháng 1 năm 2012 | ngày 30 tháng 6 năm 2012 | MF     | Oliver Norwood   | Coventry City            |
| ngày 21 tháng 2 năm 2012 | ngày 30 tháng 6 năm 2012 | GK     | Tomasz Kuszczak  | Watford                  |
| ngày 27 tháng 2 năm 2012 | ngày 12 tháng 3 năm 2012 | DF     | Sean McGinty     | Morecambe                |
| ngày 2 tháng 3 năm 2012  | ngày 5 tháng 5 năm 2012  | DF     | Reece Brown      | Oldham Athletic          |